# Харрисон, Джоан
Джоан Харрисон (англ. Joan Harrison; 26 июня 1907 года — 14 августа 1994 года) — английская сценаристка и кинопродюсер, работавшая в кино и на телевидении.
Харрисон начинала карьеру в 1933 году как личный секретарь Альфреда Хичкока. С 1939 года она стала работать как сценарист, приняв участие в создании криминальных триллеров Хичкока «Таверна „Ямайка“» (1939), «Ребекка» (1940), «Иностранный корреспондент» (1941), «Подозрение» (1941) и «Диверсант» (1942), а затем работала продюсером.
Верная духу Хичкока, в качестве продюсера Харрисон сделала два фильма нуар с режиссёром Робертом Сиодмаком — «Леди-призрак» (1944) и «Странное дело дяди Гарри» (1945), а в 1940—50-х годах была продюсером ещё нескольких нуаровых триллеров, среди них «Ноктюрн» (1946), «Розовая лошадь» (1947), «Мне не поверят» (1947) и «Круг опасности» (1951).
В 1941 году Харрисон была дважды номинирована на Оскар за сценарии сразу двух фильмов 1940 года — «Ребекка» (вместе с Робертом Е. Шервудом) и «Иностранный корреспондент» (вместе с Чарльзом Беннеттом).

## Ранние годы
Джоан Харрисон родилась 6 июня 1907 года в Гилфорде, графство Суррей, Англия. Её отец был авторитетным издателем двух местных газет. 
Получив образование в частной школе, она стала изучать философию, политику и экономику в оксфордском Колледже Сент-Хью, где начала писать рецензии на фильмы для студенческой газеты. «Умная и целеустремлённая», после Оксфордского университета она училась в Сорбонне. Получив образование в двух университетах, она стала копирайтером, затем работала журналисткой, после чего по неизвестным причинам начала заниматься секретарской работой. Она была поклонницей фильмов Хичкока и любила криминальные романы.
В 1933 году в возрасте 26 лет она поступила на работу к Альфреду Хичкоку в качестве секретаря в тот момент, когда он работал над триллером «Человек, который слишком много знал» (1934).
«Плохой секретарь, по её собственному описанию», она вскоре выросла до читки книг и сценариев, написания синопсисов и работы над сценариями. «Харрисон быстро стала одним из самых доверенных сотрудников режиссёра — если не самым доверенным».
Впервые Харрисон выступила в качестве сценариста британской приключенческой криминальной драмы Хичкока «Таверна „Ямайка“» (1939). Поставленный по одноимённому роману Дафны Дюморье, фильм с участием Морин О’Хары, Чарльза Лоутона и Роберта Ньютона рассказывал о сети грабителей кораблей на Корнуолле в 1819 году.

## Карьера в кино (1940—1951 годы)
В конце 1939 года Харрисон уехала вместе с Хичкоком в Голливуд в качестве его ассистента и сценариста, где «поднялась по кинематографической лестнице, став сценаристом таких фильмов Хичкока, как „Ребекка“ (1940), „Иностранный корреспондент“ (1940), „Подозрение“ (1941) и „Диверсант“ (1942)».
Готический психологический триллер Хичкока «Ребекка» (1940) по роману Дафны Дюморье с Лоренсом Оливье и Джоан Фонтейн рассказывал о молодой девушке, которая выходит замуж за богатого аристократа, и переезжает в его замок, где оказывается в центре интриги, связанной с недавней смертью его жены. Фильм имел большой успех и был удостоен 11 номинаций на Оскар, включая Оскар за лучший сценарий, который Харрисон разделила с Робертом Е. Шервудом. Предвоенный шпионский триллер Хичкока «Иностранный корреспондент» (1940) с участием Джоэла МакКри и Лорейн Дэй принёс ей вторую номинацию на Оскар за лучший сценарий (на этот раз — совместно с Чарльзом Беннеттом). Год спустя на студии «РКО» вышел ещё один психологический триллер Хичкока «Подозрение» (1941), сценарий которого Харрисон написала в соавторстве с Сэмсоном Рафаэлсоном и Альмой Ревилл по роману Фрэнсиса Айлса. Действие фильма происходит в Британии, где молодая скромная девушка (Джоан Фонтейн) выходит замуж за красавца и дамского угодника (Кэри Грант), который, как она начинает подозревать, охотится за деньгами её семьи и готов ради этого даже пойти на убийство. В 1942 году вышел пятый фильм Хичкока по сценарию Харрисон — «Диверсант» (1942) — действие которого происходит в период Второй мировой войны на одном из военных заводов в Калифорнии, где несправедливо обвинённый в диверсии рабочий (Роберт Каммингс) решает самостоятельно найти преступника. «На этих фильмах Харрисон была не просто сценаристом, но принимала участие во многих аспектах производства, что дало ей необходимую подготовку, чтобы в дальнейшем стать продюсером».
В 1944 году вышел южный готический нуар режиссёра Андре Де Тота «Тёмные воды» (1944), соавтором сценария которого была Харрисон. Действие картины происходит в провинциальной Луизиане вскоре после Второй мировой войны, где группа авантюристов ради богатого наследства пытается довести молодую хозяйку поместья (Мерл Оберон) до сумасшествия, однако ей на помощь приходит местный врач (Франшо Тоун).
В 1943 году Харрисон познакомилась с режиссёром Робертом Сиодмаком. Они быстро поняли, что «являются родственными душами: талантливые европейцы, уехавшие из своих стран, которые проявляют интерес к криминальным аспектам жизни и хотят делать фильмы, которые отличались бы от предсказуемых картин, произведённых на тщательно подогнанном голливудском студийном конвейере». Харрисон вскоре уговорила студию «Юнивёрсал» дать ей возможность стать продюсером фильма по роману Уильяма Айриша (псевдоним Корнелла Вулрича) «Леди-призрак», а режиссёром фильма назначить Сиодмака.
В итоге 1944 году Харрисон стала полноправным продюсером на студии «Юнивёрсал пикчерс». «Это стало большим достижением, так как женщины в то время редко поднимались до руководящих должностей на студиях, хотя, возможно, Харрисон помогло то, что „Леди-призрак“ имел много общего с картинами Хичкока. Голливуд ничто так не любит, как повторять прежние успехи, а Харрисон была добросовестным последователем Хичкока».
«Леди-призрак», первый фильм Харрисон в качестве продюсера, рассказывал об ассистенте руководителя инженерного бюро (Элла Рейнс), которая начинает самостоятельное расследование с целью спасти от смертной казни своего шефа, обвинённого в убийстве своей жены. В проведении расследования ей помогает друг инженера (Франшо Тоун), зловещая роль которого раскрывается только в конце картины. После выхода картины «критики рассматривали её как типичный фильм категории В, однако сегодня фильм справедливо оценивается как один из лучших фильмов нуар своего времени».
В 1946-47 годах Харрисон продюсировала два фильма студии «РКО»: сначала нуаровый детектив «Ноктюрн» (1946) с Джорджем Рафтом в главной роли, а затем фильм нуар Ирвинга Пичела «Мне не поверят» (1947) с участием Роберта Янга, Сьюзен Хейворд и Джейн Грир, рассказывающем о мужчине, погрязшем в запутанных отношениях со своей богатой женой и двумя любовницами.
Затем "Харрисон помогала актёру Роберту Монтгомери в его режиссёрских проектах, где он также был исполнителем главной роли. В частности, она была продюсером (и соавтором сценария) его фильма нуар «Розовая лошадь» (1947), после чего сменила жанр и сделала вместе с Монтгомери романтическую криминальную комедию «Ещё раз, моя дорогая» (1949) с Энн Блит и криминальную комедию «Ваш свидетель» (1950) (где вновь была соавтором сценария). Последним фильмом Харрисон в качестве кинопродюсера был криминальный триллер режиссёра Жака Турнье «Круг опасности» (1951) с Рэем Милландом в главной роли. Две последние картины Харрисон сделала на независимой британской продюсерской компании «Коронадо продакшнс» в сотрудничестве с американским продюсером Дэвидом Е. Роузом.

## Карьера на телевидении (1954—1971 годы)
В 1954 году Харрисон окончательно перешла на телевидение, выпустив в качестве продюсера свой первый телесериал «Джанет Дин, медицинская сестра» с Эллой Рейнс в главной роли (всего вышло 34 эпизода этого сериала).
В 1955 году Харрсион вернулась к сотрудничеству с Хичкоком, став продюсером многолетнего телесериала-антологии «Альфред Хичкок представляет» (1955—1962), которая состояла из несвязанных между собой коротких криминальных историй с элементами ужаса, драмы и комедии. Харрисон была продюсером всех 268 эпизодов сериала, иногда работая в паре с Норманом Ллойдом, «Альфред Хичкок представляет». Она отвечала за выбор историй, приглашение сценаристов и режиссёров, подбор актёров и надзор за производством каждого эпизода.
Параллельно с этим сериалом, в 1957—1958 годах Харрисон была ассоциативным продюсером 40 эпизодов другого сериала выходившего под руководством Хичкока — «Подозрение». В 1962—1965 годах она была продюсером 23 эпизодов (из 93) телесериала «Час Альфреда Хичкока», который был фактическим продолжением сериала «Альфред Хичкок представляет» (её партнёром вновь часто был Ллойд).
В 1968—1969 годах Харрисон (вместе с Ллойдом) была продюсером британского фантастического и мистического телесериала-антологии студии «Хаммер» «Путешествие в неведомое» (1968—1969), который стал её последним крупным проектом (всего вышло 17 эпизодов сериала).
В 1970—1971 годах вышло 12 эпизодов американского телесериала о раскрытии преступлений усилиями трёх криминалистов «Самая смертельная игра», это был последний сериал Харрисон. Последним телефильмом, который продюсировала Харрисон, стал криминальный триллер «Любовь-ненависть-любовь» (1971), фильм был поставлен по рассказу мужа Харрисон, известного писателя Эрика Эмблера

## Личная жизнь и смерть
В 1958 году Харрисон вышла замуж за известного автора детективных романов Эрика Эмблера и прожила с ним в браке вплоть до своей смерти в 1994 году.
Джоан Харрисон умерла 14 августа 1994 года в Лондоне в возрасте 87 лет.

## Фильмография

### Сценарист
- 1939 — Таверна «Ямайка» / Jamaica Inn
- 1940 — Ребекка / Rebecca
- 1940 — Иностранный корреспондент / Foreign Correspondent
- 1941 — Подозрение / Suspicion
- 1942 — Диверсант / Saboteur
- 1944 — Тёмные воды / Dark Waters
- 1947 — Розовая лошадь / Ride the Pink Horse (в титрах не указана)
- 1950 — Ваш Свидетель / Your Witness (в титрах не указана)
- 1955 — Видеотеатр «Люкс» / Lux Video Theatre (телесериал, 1 эпизод)
- 1952 — Театр звезд «Шлитц» / Schlitz Playhouse of Stars (телесериал, 1 эпизод)
- 1988 — Американский театр / American Playhouse (телесериал, 1 эпизод)

### Продюсер
- 1944 — Леди-призрак / Phantom Lady (ассоциированный продюсер)
- 1945 — Странное дело дяди Гарри / The Strange Affair of Uncle Harry
- 1946 — Ноктюрн / Nocturne
- 1947 — Мне не поверят / They Won’t Believe Me
- 1947 — Розовая лошадь / Ride the Pink Horse
- 1949 — Ещё раз, моя дорогая / Once More, My Darling
- 1950 — Ваш Свидетель / Your Witness
- 1951 — Круг опасности / Circle of Danger
- 1954 — Джанет Дин, медицинская сестра / Janet Dean, Registered Nurse (телесериал, 34 эпизода)
- 1957 — Театр звезд «Шлитц» / Schlitz Playhouse of Stars (телесериал, 1 эпизод)
- 1955—1962 — Альфред Хичкок представляет / Alfred Hitchcock Presents (телесериал, 268 эпизодов) (продюсер, ассоциированный продюсер)
- 1957—1958 — Подозрение / Suspicion (телесериал, 41 эпизод) (ассоциированный продюсер)
- 1960 — Звёздное время / Startime (телесериал, 1 эпизод)
- 1962 — Премьера «Алкоа» / Alcoa Premiere (телесериал, 1 эпизод)
- 1962—1965 — Час Альфреда Хичкока / The Alfred Hitchcock Hour (телесериал, 23 эпизода)
- 1966 — Путешествие в страх / Journey Into Fear (телесериал, 1 эпизод)
- 1968-1969- Путешествие в неведомое / Journey to the Unknown (телесериал, 15 эпизодов) (исполнительный продюсер)
- 1968 — Путешествие в тьму / Journey Into Darkness (исполнительный продюсер)
- 1968 — Путешествие в полночь / Journey to Midnight (исполнительный продюсер)
- 1969 — Путешествие в неведомое / Journey to the Unknown (телефильм, исполнительный продюсер)
- 1970—1971 — Самая смертельная игра / The Most Deadly Game (телесериал, 13 эпизодов)
- 1971 — Путешествие в убийство / Journey to Murder (исполнительный продюсер)
- 1971 — Любовь-ненависть-любовь / Love Hate Love (телефильм)